# Rivulus magdalenae
Rivulus magdalenae är en fiskart som beskrevs av Eigenmann och Henn, 1916. Rivulus magdalenae ingår i släktet Rivulus och familjen Rivulidae. Inga underarter finns listade i Catalogue of Life.